# Phthonandria atrilineata
Phthonandria atrilineata, en chino simplificado, 桑尺蠖蛾 / 桑弭尺蛾; literalmente, ‘polilla geométrida de la morera’, conocida (en inglés) como mulberry looper o "geomensora de la morera", es una especie de polilla perteneciente a la familia Geometridae, descrita por primera vez por Arthur Gardiner Butler en 1880 y se puede encontrar distribuido en Asia. El holotipo de la especie fue descrita en Yokohama.
Phthonandria atrilineata es una plaga importante de la morera, Morus spp., en Japón y la isla de Taiwán. La especie también se distribuye en Corea, China, el sureste de Siberia y el sureste de la India.

## Descripción
La polilla es nocturna, se distingue por su característica morfología y locomoción similar a la de los gusanos medidores. Es una especie común y extendida, con marcas distintivas fácilmente reconocibles. Existe cierta variación interna en la posición y forma de las líneas negras de las alas anteriores y posteriores.
Las alas superiores se ven cubiertas con innumerables estrías cortas de color marrón grisáceo. Las alas son densamente moteadas de color marrón grisáceo, con manchas discocelulares negruzcas y una línea discal ondulada mal definida. El borde externo del ala es oscuro, atravesado por una línea pálida. El protórax y abdomen son de color marrón grisáceo pálido, mientras que el resto del cuerpo es oscuro, con su superficie inferior de color marrón blanquecino. Los flecos están moteados de gris.
P. atrilineata exhibe una notable plasticidad fenotípica y adaptabilidad a diversas condiciones ambientales. Sus hábitos alimentarios compiten directamente con los gusanos de seda por las hojas de morera, un fenómeno con profundas implicaciones para la producción de seda y la economía agrícola.

## Distribución
La polilla es una plaga lepidóptera endémica y extendida del este de Asia, con una presencia particularmente significativa en la mayor parte de China. 

## Ciclo de vida
Pasa el invierno como larva de tercer estadio en hojas marchitas, grandes. Las orugas se mantienen erguidas y rígidas sobre las patas traseras con el cuerpo proyectado hacia afuera de la rama durante el día y se alimentan de las hojas por la noche. La polilla hembra pone de 800 a 1000 huevos en la parte inferior de las hojas o ramitas en grupos de 30 a 40. Es bivoltina, cuenta con dos generaciones cada año.

## Rol como plaga
La oruga de la especie P. atrilineata es un insecto polífago de importancia agrícola, que daña gravemente cultivos de interés económico, desempeñando un rol fundamental en la destrucción de moreras. En China y Japón, P. atrilineata es la plaga de insectos más importante para la sericicultura, ya que se alimenta de las hojas de morera y propaga enfermedades. Sus larvas son comedores voraces que pueden causar daños significativos en los cultivos. Además del daño directo a las hojas de morera, P. atrilineata representa una amenaza adicional como vector de diversos agentes biológico patógenos, incluyendo microsporidios, virus y hongos, que pueden transmitirse a los gusanos de seda. Esta capacidad de transmisión de enfermedades amplifica aún más su impacto negativo en la sericicultura, agravando los desafíos que enfrentan los productores de seda.

## Genoma
Se ha publicado un ensamblaje del genoma de un individuo macho Menophra atrilineata presentando una extensión de 336,55 megabases, que contiene 15.026 genes codificantes de proteínas y 39,72% de secuencias repetidas.
El genoma mitocondrial completo de P. atrilineata tiene una longitud de 15.499 pares de bases y contenía 13 genes codificantes de proteínas, 2 genes de ARN ribosómico, 22 genes de ARN de transferencia y una región de control. Los genes de P. atrilineata presentan el mismo orden y orientación que los mitogenomas completamente secuenciados de otras especies de lepidópteros.